# Via Cavour

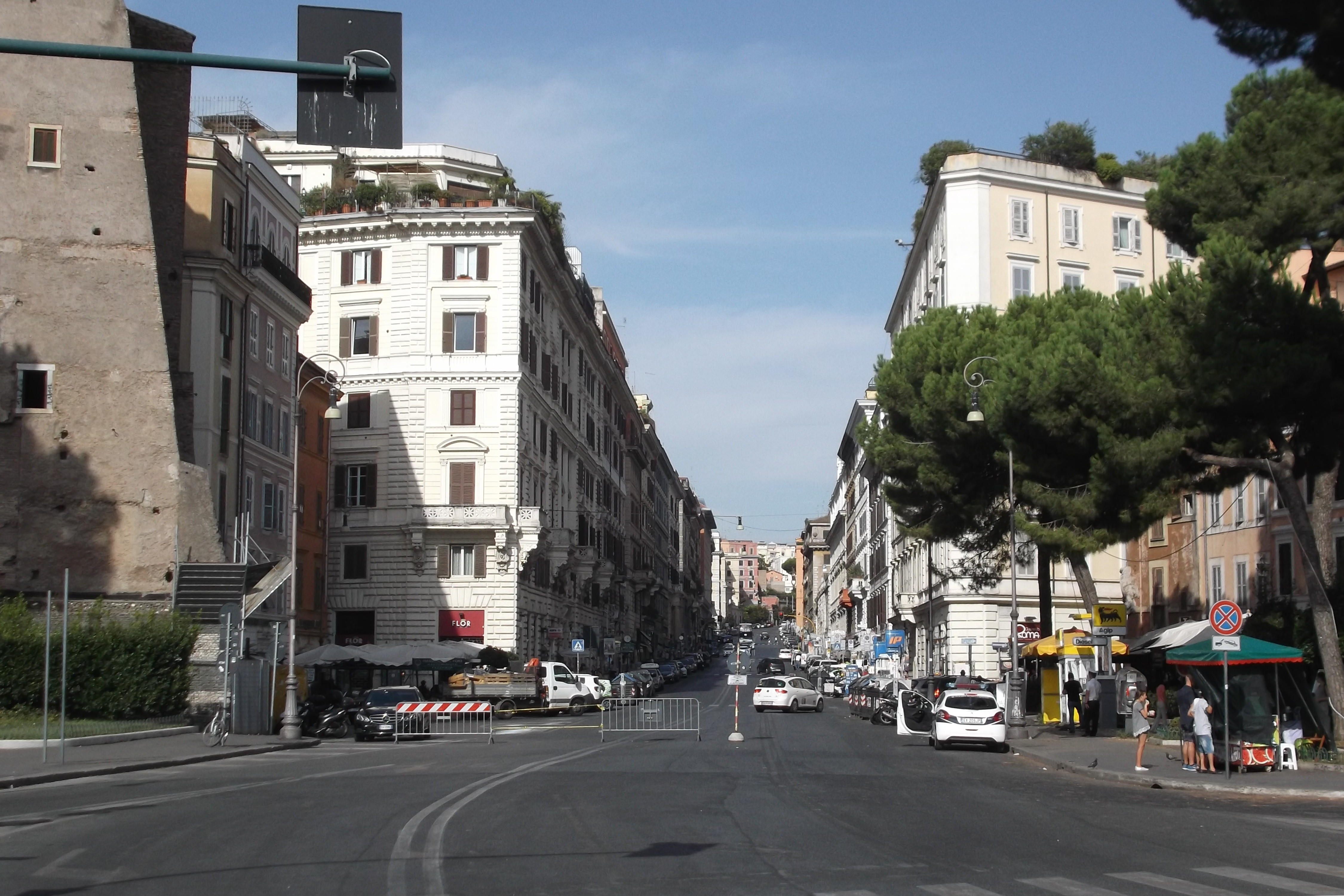
Largo Corrado Ricci e a via Cavour. À esquerda, a Torre dei Conti.

Via Cavour é uma rua de Roma, Itália, batizada em homenagem a Camillo Cavour. A fachada original da Estação Termini chegava até ela, mas atualmente está afastada mais de 200 metros da via. Ela começa ali, perto das Termas de Diocleciano, passa por Santa Maria Maggiore e San Pietro in Vincoli e termina no Fórum Romano.